# Tierra Colorada, Santiago Tlazoyaltepec
Tierra Colorada är en ort i Mexiko.   Den ligger i kommunen Santiago Tlazoyaltepec och delstaten Oaxaca, i den sydöstra delen av landet, 300 km sydost om huvudstaden Mexico City. Tierra Colorada ligger 2 589 meter över havet och antalet invånare är 114.
Terrängen runt Tierra Colorada är huvudsakligen kuperad, men österut är den bergig. Tierra Colorada ligger uppe på en höjd. Runt Tierra Colorada är det ganska glesbefolkat, med 29 invånare per kvadratkilometer. Närmaste större samhälle är San Miguel Peras, 12,2 km söder om Tierra Colorada. I omgivningarna runt Tierra Colorada växer i huvudsak blandskog.